# 城山子山城
城山子山城是渤海国的早期都城，遗址位于中国吉林省敦化市西南。

## 布局
城山子山城分内外二城，城垣版筑。外城东西400米，南北200米，东墙已毁。内城正方形，边长80米，位于外城中偏西，外建护城壕。地势高于外城。内外城南门相对，向西南有通往扶余府（今农安）的道路。